# Metàstasi òssia
Les metàstasis òssies, o malaltia metastàtica òssia, són un tipus de metàstasis (una disseminació del càncer) ocasionades per la invasió primària d'un tumor a l'os. Els tumors primaris originaris d'ossos com l'osteosarcoma, el condrosarcoma i el sarcoma d'Ewing són rars. A diferència de tumors malignes hematològics que s'originen a la sang i formen tumors no sòlids, les metàstasis òssies generalment sorgeixen de tumors epitelials i formen una massa sòlida a l'interior de l'os. Les metàstasis òssies causen dolor intens, caracteritzat per un dolor sord i constant amb pics periòdics de dolor.

## Tipus de lesions
En condicions normals, l'os experimenta una remodelació contínua mitjançant la reabsorció òssia mediada per osteoclasts i la deposició òssia mediada per osteoblasts. Aquests processos normalment es regulen estretament a l'os per mantenir l'estructura òssia i l'homeòstasi del calci al cos. La desregulació d'aquests processos per part de les cèl·lules tumorals condueix a lesions osteoblàstiques o osteolítiques, que reflecteixen el mecanisme subjacent de desenvolupament. Normalment, les metàstasis osteolítiques són més agressives que les metàstasis osteoblàstiques, que tenen un curs més lent. Amb independència del fenotip, però, les metàstasis òssies presenten proliferació i hipertròfia d'osteoclasts.
Tumors primaris
- Lesions osteoblàstiques[5]
  - Càncer de pròstata
  - Carcinoide
  - Càncer de pulmó de cèl·lules petites
  - Limfoma de Hodgkin
  - Medul·loblastoma
- Lesions osteolítiques[5]
  - Càncer de pulmó que no sigui de cèl·lules petites
  - Càncer de tiroide
  - Càncer de ronyó
  - Mieloma múltiple
  - Melanoma
  - Limfoma no hodgkinià
  - Histiocitosi de cèl·lules de Langerhans
- Lesions mixtes[5]
  - Càncer de pulmó
  - Càncer testicular
  - Càncer d'ovari
  - Càncer gastrointestinal
  - Càncer de cèl·lules escatoses de la pell